# 圣欧班德洛克奈
圣欧班德洛克奈（法語：Saint-Aubin-de-Locquenay，法語發音：[sɛ̃t‿obɛ̃ də lɔknɛ]）是法国萨尔特省的一个市镇，属于马梅尔斯区。

## 地理
圣欧班德洛克奈（48°16'12"N, 0°1'25"E）面积17.31 平方千米，位于法国卢瓦尔河地区大区萨尔特省，该省份为法国西北部内陆省份，北起顺时针与奥恩省、厄尔-卢瓦省、卢瓦-谢尔省、安德尔-卢瓦尔省、曼恩-卢瓦尔省和马耶讷省接壤，是法国大西部的入口，连接卢瓦尔河谷、布列塔尼和巴黎盆地。
与圣欧班德洛克奈接壤的市镇（或旧市镇、城区）包括：阿塞勒布瓦讷、杜耶、萨尔特河畔穆瓦特龙、蒙特勒伊勒谢蒂夫、圣旺德曼布雷、萨尔特河畔弗雷奈。
圣欧班德洛克奈的时区为UTC+01:00、UTC+02:00（夏令时）。

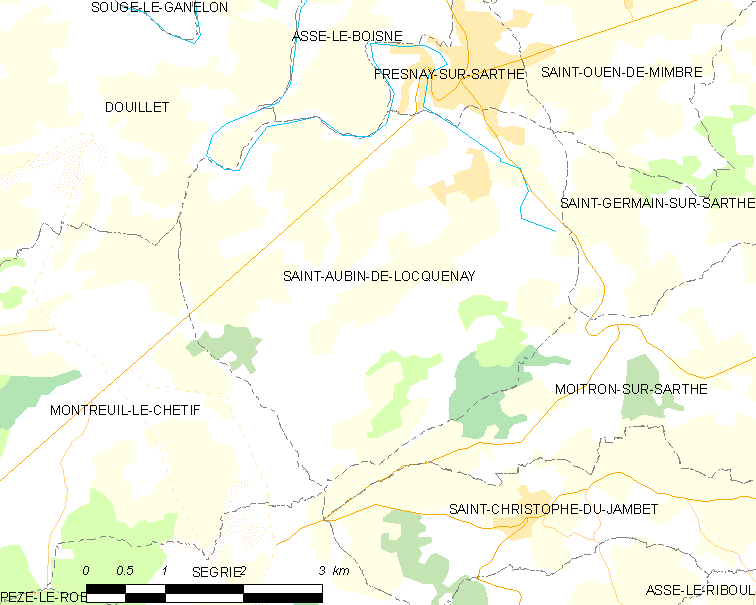
圣欧班德洛克奈的OSM定位图

## 行政
圣欧班德洛克奈的邮政编码为72130，INSEE市镇编码为72266。

## 政治
圣欧班德洛克奈所属的省级选区为锡耶勒纪尧姆县。

## 人口

1962-2008年间圣欧班德洛克奈人口变化图示

圣欧班德洛克奈于2022年1月1日时的人口数量为764人。